# Crilly Hill
Crilly Hill är en kulle i Antarktis. Den ligger i Västantarktis. Nya Zeeland gör anspråk på området. Toppen på Crilly Hill är 1 592 meter över havet.
Terrängen runt Crilly Hill är kuperad åt sydväst, men åt nordost är den bergig. Trakten är obefolkad. Det finns inga samhällen i närheten. 